# Kasztanospermin
A kasztanospermin egy  alkaloid, melyet először a Castanospermum australe nevű fa magjából vontak ki.  Az indolizin származéka.
Hatékonyan gátolja néhány glikozidáz enzim működését. Antivirális hatása is van.

## Fordítás
Ez a szócikk részben vagy egészben  a   Castanospermine című angol Wikipédia-szócikk fordításán alapul.  Az eredeti cikk szerkesztőit annak laptörténete sorolja fel. Ez a jelzés csupán a megfogalmazás eredetét és a szerzői jogokat jelzi, nem szolgál a cikkben szereplő információk forrásmegjelöléseként.

## Külső hivatkozások
1. ↑  Castanospermine Archiválva 2014. szeptember 1-i dátummal a Wayback Machine-ben. Kémiai adatlap a Fermentek cégtől
2. ↑  R Saul, J J Ghidoni, R J Molyneux, and A D Elbein (1985). „Castanospermine inhibits alpha-glucosidase activities and alters glycogen distribution in animals”. PNAS 82 (1), 93–97. o. DOI:10.1073/pnas.82.1.93. PMID 3881759. PMC 396977.
3. ↑  Whitby K, Pierson TC, Geiss B, Lane K, Engle M, Zhou Y, Doms RW, Diamond MS (2005). „Castanospermine, a potent inhibitor of dengue virus infection in vitro and in vivo”. J Virol 79 (14), 8698–706. o. DOI:10.1128/JVI.79.14.8698-8706.2005. PMID 15994763. PMC 1168722.